# Dorin Recean
Dorin Recean (ur. 17 marca 1974 w Dondușeni) – mołdawski ekonomista, menedżer i polityk, od 2010 do 2012 wiceminister informatyzacji i komunikacji, minister spraw wewnętrznych w latach 2012–2015, od 2023 premier Mołdawii.

## Życiorys
W 1996 ukończył studia ekonomiczne na uczelni ekonomicznej Academia de Studii Economice din Moldova (ASEM) w Kiszyniowie, w 2010 został absolwentem studiów podyplomowych MBA w belgijskim oddziale Newport International University.
W latach 1995–2007 pracował jako nauczyciel akademicki na ASEM, od 2000 do 2011 wykładał w filii Newport International University w Kiszyniowie. W latach 1995–2002 pełnił różne funkcje w Agenţia pentru Restructurarea Întreprinderilor şi Asistență (ARIA) – agencji zajmującej się restrukturyzacją przedsiębiorstw. Później do 2010 obejmował dyrektorskie stanowiska w przedsiębiorstwach prywatnych.
29 stycznia 2010 został powołany przez premiera Vlada Filata na stanowisko wiceministra informatyzacji i komunikacji. Pełnił tę funkcję do 24 lipca 2012. Tego samego dnia w gabinecie Vlada Filata zastąpił Alexeia Roibu na stanowisku ministra spraw wewnętrznych. Pozostał na tej funkcji również w utworzonym w maju 2013 rządzie, na czele którego stanął Iurie Leancă. Urząd ten sprawował do 18 lutego 2015. W trakcie pełnienia tej funkcji ujawniono podsłuchaną rozmowę z dyrektorem służby skarbowej Nicolae Vicolem, któremu w sposób wulgarny minister wydawał polecenia nieprzeprowadzania kontroli u ochranianych przez siebie osób. W ujawnionej przez jednego z polityków notatce, sporządzonej w 2019 przez mołdawską służbę specjalną (Serviciul de Informații și Securitate), wskazano, że podczas pełnienia przez Dorina Receana funkcji ministra spraw wewnętrznych dobrze prosperował przemyt papierosów przez Naddniestrze.
Po odejściu z rządu zajął się działalnością konsultingową. Był też wykładowcą na Uniwersytecie Technicznym Mołdawii. W lutym 2022 został doradcą prezydent Mai Sandu do spraw obrony i bezpieczeństwa oraz sekretarzem Najwyższej Rady Bezpieczeństwa. Decyzja o powołaniu Dorina Receana na te stanowiska została skrytykowana m.in. przez byłych posłów Dinu Plîngău i Alexandra Slusariego z Platformy Godność i Prawda. Natomiast Dumitru Alaiba z prezydenckiej Partii Akcji i Solidarności ocenił tę decyzję jako złą wiadomość dla mołdawskich oligarchów. 28 kwietnia tegoż roku Dorin Recean spotkał się w Varnicie z prezydentem Naddniestrza Wadimem Krasnosielskim.
10 lutego 2023 premier Natalia Gavrilița podała się do dymisji, która została przyjęta. Tego samego dnia prezydent desygnowała Dorina Receana na jej następcę. 16 lutego tegoż roku Parlament Republiki Mołdawii udzielił jego rządowi wotum zaufania. W tymże dniu Dorin Recean wraz z członkami nowego gabinetu został zaprzysiężony, rozpoczynając urzędowanie.

## Odznaczenia i wyróżnienia
W 2013 prezydent Mołdawii Nicolae Timofti odznaczył go Orderem Sławy Pracy. W 2016 został wyróżniony tytułem „Om de cuvânt”, przyznawanym przez mołdawskie wydawnictwo Cartier m.in. osobom zasłużonym dla promocji książek.

## Życie prywatne
Żonaty, ojciec dwojga dzieci. Poza ojczystym językiem rumuńskim deklaruje także znajomość języków rosyjskiego, angielskiego i francuskiego.